# Angola Cables
Angola Cables és un operador de telecomunicacions de fibra òptica d'Angola. L'empresa fou creada en 2009 i els propietaris són les principals empreses de telecomunicacions del país: Angola Telecom amb el 51% del capital, Unitel amb el 31%, MSTelcom amb el 9%, Movicel amb el 6%, i Startel with 3%. Its director is António Nunes. Angola Telecom és una de les dotze empreses que componen el  consorci WACS.
L'estació d'aterratge d'Angola Cables, construïda per 650 milions de dòlars per al cable WACS a Sangano, a uns 15 quilòmetres al nord del Cabo Ledo i 120 quilòmetres al sud de la capital d'Angola, Luanda, es va inaugurar el 29 de juny de 2012. Per a aquesta inauguració, el músic angolès Bonga, resident a Lisboa, Portugal, va tocar algunes cançons juntament amb una banda situada a l'estació de destinació, enllaçada a través del cable submarí.